# Факултет уметности Универзитета у Приштини
Факултет уметности је високошколска установа Универзитета у Приштини. Основан је 1973. године у Приштини, поставши четврти град у бившој Југославији, после Београда, Загреба и Љубљане, који је добио Ликовну академију. После рата на Косову и Метохији, односно НАТО бомбардовања Југославије, премештен је у Звечан.

## Историјат
Факултет уметности је основан 1973. године у Приштини под именом Академија ликовних уметности, као први уметнички факултет у Србији ван Београда. Школске 1975/1976. године на Академији ликовних уметности основан је Одсек музичке уметности, па је Академија променила назив у Академија уметности. Од школске 1989/1990. постоји и Одсек драмске уметности. Године 1986. ова установа је добила назив Факултет уметности. Због ратних дешавања 1999. године, Факултет је премештен најпре у Варварин, а потом, 2001. године, у Звечан, где и данас ради.

## Факултет уметности данас

### Локација
Од 2001. године седиште Факултета уметности је у Звечану, граду у српском делу Аутономне Покрајине Косово и Метохија. Почев од 2007. године део наставе се одвија у новоизграђеним просторијама у оближњој Косовској Митровици. Студентски дом у Звечану налази се у непосредној близини Факултета. Студенти Универзитета у Приштини добијају смештај и у неком од студентских домова у комплексу изграђеном у Косовској Митровици. Комбинација интимне атмосфере малог града, која преовладава у Звечану, и урбаног живота Косовске Митровице, пружа мноштво подстицаја за уметнички, интелектуални и емотивни развој студената.
У Звечану и Косовској Митровици се сваке године одржавају значајне уметничке манифестације, попут међународног џез фестивала North City Jazz and Blues Festival и међународне ликовне колоније Соколица. Културни живот употпуњују честе изложбе ликовних уметника и представе Народног позоришта измештеног из Приштине. Међу музичарима који су држали концерте и семинаре су и виолинисти Peter Sheppard Skaerved Архивирано на веб-сајту  (4. јул 2008), Татјана Олујић Архивирано на веб-сајту  (16. јул 2011), Владимир Кох и Гордан Трајковић, виолисткиња Марина Денић, флаутисткиње Сања Стијачић и Yuki Saito, кларинетисти Stephan Vermeersch, Милан Милошевић, Огњен Поповић, Андрија Благојевић, Михаило Саморан, Предраг Недељковић, Angelique Postic, Marcin Domagala, саксофониста Виталиј Ватуља, пијанисти Hugo Leclair, Дарја Глухова, Марија Немцова, Александра Трајковић, Марија Глуваков, Александра Ћировић-Маршалик, Бисера Вељковић и Јелена Радоичић, композитор Nigel Clarke Архивирано на веб-сајту  (13. август 2009), диригенти Toshio Janagisava, Бојан Суђић, Јасмина Новокмет и Милан Недељковић, Балкански камерни оркестар, Хор РТС-а, Народни оркестар РТС-а.

### Студијски програми
Уметничке студије реализоване на овом факултету - основне и магистарске из области музичке и ликовне уметности и основне из области драмске уметности - сврставане су међу најугледније у земљи. Године 2010. Факултет је акредитован за извођење наставе по реформисаном (болоњском) систему.
Једна од најважнијих карактеристика студија на Факултету уметности Универзитета у Приштини су студијски програми конципирани тако да омогуће стицање широког дијапазона знања из уметничких области. Беспрекорна техника, изградња стилске културе, упознавање са литературом из различитих епоха, развој свестраног, креативног, осмишљеног и систематичног приступа делу, овладавање менталним способностима и вештинама неопходним за успешно вођење каријере - све то резултује формирањем зрелих уметничких личности спремних да заузму лидерске позиције у свом окружењу. Богат библиотечки фонд, целодневни приступ Интернету, велика позоришна/концертна сала и галерија у објектима Факултета и активности бројних домаћих и међународних уметничких организација чине студенате свесним могућности које им стоје на располагању у току и по завршетку студија.

### Одсеци са смеровима

#### Одсек ликовне уметности
- Сликарство
- Вајарство
- Графика
- Графички дизајн

#### Одсек музичке уметности
- Композиција
- Дириговање
- Соло певање
- Клавир
- Гудачки инструменти
- Дувачки инструменти
- Општа музичка педагогија

#### Одсек драмске уметности
- Глума

### Међународна сарадња
Факултет уметности је познат по развијеној сарадњи са многим институцијама у земљи и иностранству. Међу професорима Факултета су и председници српских огранака међународних удружења International Clarinet Association, Donne in musica, Jeunesses Musicales, као и бивши председник Удружења музичких уметника Србије. Професори овог факултета такође активно учествују у раду професионалних удружења попут Удружења композитора Србије, Удружења оркестарских уметника Србије, Удружења музичких и балетских педагога Србије, Удружења ликовних уметника Србије, Удружења ликовних уметника Црне Горе, Удружења самосталних уметника фотографије Србије, Удружења за емпиријска истраживања у уметности.

### Наставници и сарадници
Од самог оснивања на Факултету уметности су предавали неки од најугледнијих српских и југословенских уметника. Многи од њих постигли су значајне успехе и у иностранству. Данас на Факултету предају добитници награда на међународним музичким такмичењима у Москви, Минску, Минхену, Женеви, Прагу, Београду, Риму, Стрези, Марсали, на позоришним и филмским фестивалима у Србији, Румунији, Словачкој, Мађарској, на изложбама и ликовним салонима, добитници признања Удружења ликовних уметника Србије, Културно-просветне заједнице Србије, Удружења музичких и балетских педагога Србије, ЕПТА-е, Универзитета у Приштини...

#### Одсек ликовне уметности
- мр Зоран Фуруновић, редовни професор (Сликање)
- мр Петар Ђуза, редовни професор (Сликање)
- Веселин Рајовић, редовни професор (Вечерњи акт)
- мр Пеко Никчевић, редовни професор (Скулптура у камену)
- мр Жарко Вучковић, редовни професор (Технологија сликарства)
- мр Ервин Ћатовић, редовни професор (Цртање)
- мр Светлана Бабић, редовни професор (Пластична анатомија)
- др Срђан Марковић, редовни професор (Историја уметности)
- мр Небојша Јоцић, редовни професор (Зидно сликарство)
- мр Естер Милентијевић, ванредни професор (Рекламна графика; Опрема књиге)
- др ум. Сузана Вучковић, ванредни професор(графика)
- мр Љиљана Шуњеварић-Арбајтер, ванредни професор (Сликање по смеровима)
- мр Никос Арванитидис, ванредни професор
- др ум. Александра Арванитидис, доцент
- др ум. Анђела Мујчић, доцент
- др Јелена Павличић, доцент (Историја уметности)
- др ум. Невена Поповић, доцент (Скулптура)
- др Бранка Гугољ, доцент (Историја уметности)
- Јован Марјанов, доцент (Фотографија)
- Тамара Пешић, доцент (Писмо)
- Милена Поповић, стручни сарадник
- МА Витомир Николић, стручни сарадник

###### Некадашњи професори
- Светомир Арсић Басара (Вајарство)
- Агим Чавдарбаша (Вајарство)
- Муслим Мулићи (Сликарство)
- Насрет Салихамиџић (Сликарство)
- Воја Тодорић (Сликарство)
- Градимир Петровић (Сликарство)
- Хилмија Ћатовић (Сликарство)
- Халил Мухађери (Сликарство)
- Есад Вала (Сликарство)
- Џевдат Џафа (Сликарство)
- Небих Мурићи (Акт)
- Алије Вокши (Акт)
- Бошко Карановић (Графика)
- Марко Крсмановић (Графика)
- Зоран Јовановић Добротин (Графика)
- Фатмир Крипа (Графика)
- Зоран Каралејић (Вајарство)
- Антон Гласновић (Сликарска технологија)
- Масар Цака (Графика и Сликарска анатомија)
- Реџеп Фери (Сликарство)
- Тахир Емра (Сликарство)
- Есад Вала (Методика наставе)
- Митар Алексић (Методика наставе)
- мр Фатимир Зајми, редовни професор (Рекламна графика)
- сп Момир Кнежевић, редовни професор (Технологија сликарства)
- Иван Хаџи Здравковић (Фотографија)
- мр Љубиша Јовановић Wolf (Елементи ликовног изражавања)
- мр Драгиша Обрадовић (Скулптура)
- мр Томислав Трифић, редовни професор (Графика)
- мр Љиљана Ерчевић (Методика|Методика ликовног образовања)
- Зоран Илић, ванредни професор (Писмо са типографијом)
- мр Вукашин Миловић, ванредни професор (Скулптура у металу)
- мр Борислав Вулевић, ванредни професор (Скулптура у дрвету)
- др Велимир Каравелић, доцент (Методика|Методика ликовног образовања)
- Лука Кликовац (фотографија)

#### Одсек музичке уметности
- мр Миленко Стефановић, редовни професор (Кларинет)
- мр Марко Савић, редовни професор (Клавир)
- Анђелко Караферић, редовни професор (Контрапункт; Анализа музичких стилова)
- мр Војна Нешић, редовни професор (Хармонија са хармонском анализом)
- мр Сања Стијачић, ванредни професор (Флаута)
- Јасмина Новокмет, ванредни професор (Дириговање)
- Марина Денић, ванредни професор (Камерна музика)
- мр Љубомир Михаиловић, ванредни професор (Виолина)
- Милан Нешић, доцент (Соло певање)
- мр Саша Божидаревић, доцент (Анализа вокалне литературе)
- мр Владимир Кох, доцент (Виолина)
- мр Александра Трајковић, ванредни професор (Клавир)
- Веселинка Браловић, доцент (Солфеђо)
- др Драгана Стојановић-Новичић, доцент (Историја музике)
- др Мирјана Закић, доцент (Етномузикологија)
- др Драгана Сарајлић, редовни професор (Методика музичке наставе)
- мр Марија Глуваков-Меденица, ванредни професор (Клавир)
- Владимир Поликарпов, доцент (Труба)
- мр Андрија Благојевић, доцент (Кларинет)
- Марко Нешић, доцент (Аранжирање; Оркестрација)
- Зоран Јанковић, доцент (Солфеђо)
- др Јелена Арнаутовић, доцент (Историја музике)
- Снежана Петковић, стручни сарадник (Клавир-облигат)
- Љуба Бркић, стручни сарадник (Клавир-облигат)
- Јелена Радоичић, стручни сарадник (Клавир-облигат; Корепетиција)
- спец. Александра Ћировић-Маршалик, стручни сарадник (Клавир-облигат; Корепетиција)

#### Одсек драмске уметности
- Милан Плећаш, редовни професор (Глума)
- Јовица Павић, редовни професор (Глума)
- мр Андријана Виденовић, редовни професор (Дикција)
- др Петар Зец (Историја драме и позоришта; Историја филма)
- мр Вера Обрадовић, редовни професор (Сценске игре)
- Миодраг Крчмарик, ванредни професор (Сценски покрет)
- Дејан Цицмиловић, ванредни професор (Глума)
- Александар Ђинђић, доцент (Глума)
- Марија Радојевић, асистент (Дикција)
- Борјанка Љумовић, асистент (Глума)

### Студенти
На Факултету уметности студирају млади уметници из свих крајева Србије, а одређени проценат чине студенти из земаља региона. Настава се одржава на српском језику.

#### Уписна политика
У интересу квалитета наставе, прилику да започне студије на Факултету уметности сваке године добија мали број талентованих кандидата. Последица овакве уписне политике су мале класе, које омогућавају интензиван рад на развоју професионализма и креативности сваког студента, истовремено остављајући професорима довољно времена за развој сопствене уметничке или научне каријере.

#### Предавања
На предавањима и вежбама из предмета предвиђених студијским програмом студенти стичу знања и вештине неопходне за успешно бављење изабраном професијом. Будући извођачи се, између осталог, упознају са принципима постављања и реализације циљева, успешног полагања аудиције, медијске промоције. Нарочита пажња се посвећује студентима који су се определили за педагошки позив. Стицањем темељног образовања како из уже-стручних области тако и из психологије, педагогије, методике и других друштвено-хуманистичких предмета, они се на најбољи начин припремају да пруже значајан допринос развоју квалитетног образовног система у Србији и околним државама. Факултет, такође, припрема студенте за менаџерски рад у институцијама културе. Настава је усклађена са европским и светским стандардима.
Да би се осигурало редовно похађање наставе, које је неопходан предуслов за оверу семестра и полагање испита, на Факултету се, почев од школске 2002/2003. године, спроводи ригорозна контрола долазака професора и студената на предавања: по доласку на Факултет, професори преузимају унапред припремљен образац - Евиденциони лист о току наставног процеса - у који уписују наставну јединицу, датум и време одржавања предавања или вежби и остале неопходне податке, укључујући и имена присутних студената; студенти својим потписом потврђују присуство на часу, а попуњене листе се затим враћају надлежној служби. На крају сваког семестра професори и студенти се попуњавањем анонимних анкета изјашњавају о квалитету наставног процеса и условима рада и дају сугестије за њихово унапређење. Студенти редовно оцењују високим оценама квалитет рада својих професора, као и студентске службе и осталог ненаставног особља. По потреби, они своје мишљење исказују и у директном разговору са руководством Факултета или преко својих изабраних представника: студента-продекана, председника студентског парламента и председника студентског савеза.

#### Активности у току студија
Поред редовних активности на предавањима, студенти имају прилике да често наступају, излажу своје радове у просторијама Факултета и ван њих и провере стечено знање на такмичењима. Добитници су награда на ликовним конкурсима, домаћим и међународним музичким такмичењима, позоришним фестивалима. Додатно, подстичу се да се што раније укључе у рад професионалних организација и манифестација. У току школовања на овом факултету они учествују у раду: Међународне кларинетистичке асоцијације, Музичке омладине Србије, Европског омладинског џез оркестра, Филхармоније младих, МајданАрт-а, Ликовне колоније у Грачаници, Летње духовне академије у Студеници...

#### Професионални ангажмани
По завршетку студија на Факултету уметности, бивши студенти овог факултета налазе ангажмане у музичким и општеобразовним школама, на универзитетима (Београд, (Ниш, Крагујевац, Митровица), у галеријама, позориштима, на филму, радију и телевизији, у оркестрима попут Нишког симфонијског оркестра, Камерног оркестра Amoroso, Биг бенда РТС-а, Репрезентативног оркестра Гарде Војске Србије и других. Део студената наставља усавршавање и изградњу каријере у иностранству.

## Галерија
- Деканат
- Хол
- Хол (детаљ)
- Ентеријер
- Аудиција
- Атеље
- Галерија
- Изложба
- Професори и студенти
- Флаутисткиње
- Виолинисти
- Соло певачи
- Гудачи и дувачи
- Библиотека
- Велика сала
- Студентски дом